# Baștanivka, Bahciîsarai
Baștanivka (în ucraineană Баштанівка) este un sat în comuna Verhoricicea din raionul Bahciîsarai, Republica Autonomă Crimeea, Ucraina.

## Demografie
Componența lingvistică a localității Baștanivka
     Rusă (75%)
     Tătară crimeeană (23,25%)
     Ucraineană (1,75%)
Conform recensământului din 2001, majoritatea populației localității Baștanivka era vorbitoare de rusă (75%), existând în minoritate și vorbitori de tătară crimeeană (23,25%) și ucraineană (1,75%).